# Élections régionales de 2011 à Berlin
Les élections régionales de 2011 à Berlin (Wahl zum Abgeordnetenhaus von Berlin 2011) se sont tenues le 18 septembre 2011 afin d'élire les 120 membres de la 17e législature de la Chambre des députés de Berlin. Elles sont remportées par le bourgmestre-gouverneur social-démocrate sortant Klaus Wowereit.

## Contexte
Lors des élections du 17 septembre 2006, le Parti social-démocrate d'Allemagne (SPD) de Klaus Wowereit, bourgmestre-gouverneur depuis 2001, avait confirmé son statut de premier parti de la capitale fédérale avec 30 % des voix, assurant une légère progression. Il avait ensuite reconduit sa coalition avec Die Linke, qui accusait de son côté une fort recul, de l'ordre de neuf points, en recueillant 13 % des suffrages. À l'inverse, avec quatre points supplémentaires, Les Verts signaient la plus forte hausse du scrutin, décrochant également 13 %. Quant à l'Union chrétienne-démocrate d'Allemagne (CDU), malgré une perte de plus de deux points, elle s'était maintenue comme deuxième force politique du Land, avec 21 % des voix.

## Mode de scrutin

### Principes généraux
Les députés à la Abgeordnetenhaus de Berlin, élus pour une législature de cinq ans, sont au nombre de cent-vingt au moins. Ils sont désignés selon un système de « représentation proportionnelle mixte ».

### Détails
Lors des élections locales à Berlin, chaque électeur dispose de deux voix : la première lui permet de voter pour un seul candidat, dans l'une des soixante-dix huit circonscriptions de la ville, dans le cadre du scrutin uninominal majoritaire à un tour, tandis que la seconde permet de voter pour une liste de candidats présentée par chaque parti ou association électorale, au niveau du Land ou des douze arrondissements de la ville.
Pour attribuer les sièges, on répartit l'ensemble des sièges à pourvoir à la Abgeordnetenhaus à la proportionnelle suivant le quotient de Hare en se basant sur le nombre de « secondes voix ». On soustrait ensuite le nombre de sièges obtenus dans les circonscriptions, et les sièges éventuellement non pourvus sont comblés par les candidats présents sur les listes. Si un parti a obtenu plus de sièges avec ses premières voix que la proportionnelle ne lui en attribue, il les conserve. Ces « mandats supplémentaires » (Überhangsmandate) sont compensés par l'attribution de « mandats compensatoires » (Ausgleichsmandate) aux autres formations, afin de maintenir la représentation proportionnelle, ce qui conduit à une augmentation du nombre de membres du Parlement local. Ainsi aux dernières élections, 139 députés ont été élus, soit 9 de plus que prévu par la loi électorale.

## Principaux partis et chefs de file
| Parti | Parti                                                                              | Chef de file                          | Résultat en 2006           |
| ----- | ---------------------------------------------------------------------------------- | ------------------------------------- | -------------------------- |
|       | Parti social-démocrate d'Allemagne Sozialdemokratische Partei Deutschlands         | Klaus Wowereit Bourgmestre-gouverneur | 53 députés 30,8 % des voix |
|       | Union chrétienne-démocrate d'Allemagne Christlich Demokratische Union Deutschlands | Frank Henkel                          | 37 députés 21,3 % des voix |
|       | Die Linke                                                                          | Harald Wolf Sénateur pour l'Économie  | 23 députés 13,4 % des voix |
|       | Alliance 90 / Les Verts Bündnis 90/Die Grünen                                      | Renate Künast                         | 23 députés 13,1 % des voix |
|       | Parti libéral-démocrate Freie Demokratische Partei                                 | Christoph Meyer                       | 13 députés 7,6 % des voix  |

## Campagne

### Sondages
| Institut            | Date       | CDU    | SPD    | Verts  | FDP   | Linke  |
| ------------------- | ---------- | ------ | ------ | ------ | ----- | ------ |
| Emnid               | 04/09/2011 | 23,0 % | 32,0 % | 20,0 % | 4,0 % | 11,0 % |
| Forsa               | 02/09/2011 | 21,0 % | 32,0 % | 19,0 % | 4,0 % | 11,0 % |
| Emnid               | 30/08/2011 | 24,0 % | 33,0 % | 19,0 % | 5,0 % | 11,0 % |
| Infratest           | 30/08/2011 | 22,0 % | 30,0 % | 22,0 % | 3,0 % | 11,0 % |
| FGW                 | 26/08/2011 | 20,5 % | 33,0 % | 20,5 % | 3,5 % | 10,5 % |
| INFO GmbH           | 18/08/2011 | 23,0 % | 36,0 % | 22,0 % | 2,0 % | 8,0 %  |
| Forsa               | 31/07/2011 | 19,0 % | 30,0 % | 24,0 % | 3,0 % | 13,0 % |
| INFO GmbH           | 21/07/2011 | 21,0 % | 29,0 % | 26,0 % | 2,0 % | 13,0 % |
| Emnid               | 17/07/2011 | 21,0 % | 32,0 % | 22,0 % | 3,0 % | 14,0 % |
| Infratest           | 06/07/2011 | 23,0 % | 29,0 % | 24,0 % | 3,0 % | 14,0 % |
| Forsa               | 04/07/2011 | 18,0 % | 31,0 % | 27,0 % | 3,0 % | 11,0 % |
| INFO GmbH           | 17/06/2011 | 17,0 % | 33,0 % | 29,0 % | 3,0 % | 12,0 % |
| Infratest           | 08/06/2011 | 21,0 % | 30,0 % | 25,0 % | 4,0 % | 12,0 % |
| Forsa               | 29.05/2011 | 17,0 % | 31,0 % | 27,0 % | 3,0 % | 10,0 % |
| Info GmbH           | 20.05/2011 | 20,0 % | 28,0 % | 31,0 % | 2,0 % | 11,0 % |
| Infratest           | 11.05/2011 | 21,0 % | 29,0 % | 26,0 % | 3,0 % | 13,0 % |
| Forsa               | 01.05/2011 | 18,0 % | 29,0 % | 29,0 % | 2,0 % | 10,0 % |
| Info GmbH           | 23/04/2011 | 20,0 % | 27,0 % | 30,0 % | 3,0 % | 13,0 % |
| Emnid               | 10/04/2011 | 20,0 % | 27,0 % | 29,0 % | 3,0 % | 14,0 % |
| Infratest           | 06/04/2011 | 21,0 % | 26,0 % | 28,0 % | 3,0 % | 15,0 % |
| Info GmbH           | 31.03/2011 | 19,0 % | 32,0 % | 29,0 % | 3,0 % | 11,0 % |
| Forsa               | 26.03/2011 | 19,0 % | 29,0 % | 24,0 % | 3,0 % | 13,0 % |
| Dernières élections | 17/09.2006 | 21,3 % | 30,8 % | 13,1 % | 7,6 % | 13,4 % |

## Résultats

### Scores
|                          | Parti social-démocrate d'Allemagne (SPD)          | Parti social-démocrate d'Allemagne (SPD)          | 453 768   | 31,24 | 34        | 6             | 413 332   | 28,29 | 2,5 | 13 | 47  | 6             |  |  |
|                          | Union chrétienne-démocrate d'Allemagne (CDU)      | Union chrétienne-démocrate d'Allemagne (CDU)      | 371 201   | 25,56 | 25        | 6             | 341 158   | 23,35 | 2,0 | 14 | 39  | 2             |  |  |
|                          | Alliance 90 / Les Verts (Grünen)                  | Alliance 90 / Les Verts (Grünen)                  | 266 511   | 18,35 | 11        | 6             | 257 063   | 17,59 | 4,5 | 18 | 29  | 6             |  |  |
|                          | Die Linke (Linke)                                 | Die Linke (Linke)                                 | 183 452   | 12,63 | 8         | 6             | 171 050   | 11,71 | 1,7 | 11 | 19  | 4             |  |  |
|                          | Parti des pirates                                 | Parti des pirates                                 | 73 333    | 5,05  | 0         | en stagnation | 130 105   | 8,90  | Nv. | 15 | 15  | 15            |  |  |
|                          | Parti national-démocrate d'Allemagne (NPD)        | Parti national-démocrate d'Allemagne (NPD)        | 13 074    | 0,90  | 0         | en stagnation | 31 241    | 2,14  | 0,5 | 0  | 0   | en stagnation |  |  |
|                          | Parti libéral-démocrate (FDP)                     | Parti libéral-démocrate (FDP)                     | 20 842    | 1,43  | 0         | en stagnation | 26 943    | 1,84  | 5,8 | 0  | 0   | 13            |  |  |
|                          | Parti de protection des animaux                   | Parti de protection des animaux                   | 277       | 0,02  | 0         | en stagnation | 21 654    | 1,48  | 0,7 | 0  | 0   | en stagnation |  |  |
|                          | Mouvement citoyen Pro-Allemagne (pro Deutschland) | Mouvement citoyen Pro-Allemagne (pro Deutschland) | 37 467    | 2,58  | 0         | en stagnation | 17 834    | 1,22  | Nv. | 0  | 0   | en stagnation |  |  |
|                          | La Liberté (Die Freiheit)                         | La Liberté (Die Freiheit)                         | 10 527    | 0,72  | 0         | en stagnation | 14 073    | 0,96  | Nv. | 0  | 0   | en stagnation |  |  |
|                          | Autres                                            | Autres                                            | 19 558    | 1,35  | 0         | en stagnation | 36 728    | 2,51  | -   | 0  | 0   | -             |  |  |
|                          | Indépendants                                      | Indépendants                                      | 2 423     | 0,17  | 0         | en stagnation |           |       |     |    | 0   | -             |  |  |
|                          |                                                   |                                                   |           |       |           |               |           |       |     |    |     |               |  |  |
| Votes valides            | Votes valides                                     | Votes valides                                     | 1 452 430 | 97,88 |           |               | 1 461 185 | 98,38 |     |    |     |               |  |  |
| Votes blancs et nuls     | Votes blancs et nuls                              | Votes blancs et nuls                              | 31 515    | 2,12  | 23 992    | 1,62          |           |       |     |    |     |               |  |  |
| Total                    | Total                                             | Total                                             | 1 483 945 | 100   | 78        | en stagnation | 1 485 177 | 100   | -   | 71 | 149 | en stagnation |  |  |
| Abstentions              | Abstentions                                       | Abstentions                                       | 985 771   | 39,91 |           |               | 984 539   | 39,86 |     |    |     |               |  |  |
| Inscrits / participation | Inscrits / participation                          | Inscrits / participation                          | 2 469 716 | 60,09 | 2 469 716 | 60,14         |           |       |     |    |     |               |  |  |

### Analyse
Le Parti social-démocrate (SPD) du bourgmestre-gouverneur Klaus Wowereit reste le premier parti de la ville mais rassemble une proportion des votes légèrement plus faible que lors des précédentes élections, tout comme son partenaire au gouvernement, Die Linke. Leur nombre de sièges combiné ne suffit donc pas pour reconduire la coalition au pouvoir à Berlin depuis 2002. L'Union chrétienne-démocrate (CDU) est le deuxième parti après le SPD. Le score des Verts augmente nettement par rapport aux élections de 2006 et le parti obtient ainsi le troisième groupe au parlement régional. Le parti pirate entre pour la première fois dans un parlement régional en Allemagne tandis que le Parti libéral-démocrate (FDP) échoue à dépasser le seuil de 5 % des votes nécessaire pour y être représenté.

#### Géographie électorale
| Territoire      | SPD    | CDU    | Grünen | Linke  | PIRATEN | Autres |
| --------------- | ------ | ------ | ------ | ------ | ------- | ------ |
| Territoire      |        |        |        |        |         |        |
| Ex-Berlin-Ouest | 27,9 % | 29,5 % | 20,3 % | 4,3 %  | 8,1 %   | 9,9 %  |
| Ex-Berlin-Est   | 28,8 % | 14,2 % | 13,5 % | 22,7 % | 10,1 %  | 10,7 % |
| Total           | 28,3 % | 23,3 % | 17,6 % | 11,7 % | 8,9 %   | 10,2 % |

### Conséquences
Klaus Wowereit est arrivé en tête, mais la coalition rouge-rouge avec la Linke n'a plus de majorité au Sénat. La SPD peut gouverner avec les Verts ou avec la CDU. Klaus Wowereit avait déclaré avant le scrutin qu'il ne pouvait « imaginer mener avec la CDU une politique innovante et progressiste pour Berlin ». Il entame des négociations de coalition avec les Verts, mais il met fin aux discussions car ceux-ci s'opposent à la prolongation d'une autoroute périphérique de Berlin. Il conclut alors un traité de coalition avec la CDU, qui prévoit quatre postes de sénateur pour chacun des partenaires.
Klaus Wowereit est réélu bourgmestre-gouverneur par la Chambre des députés de Berlin le 24 novembre 2011 avec 84 voix pour, 63 voix contre et une abstention. Il entre en fonction le jour même, et annonce la composition de son gouvernement, le sénat Wowereit IV, le 28 novembre.